# جيمس سكوت (سياسي)
جيمس سكوت (بالإنجليزية: James Scott)‏ هو سياسي بريطاني (وحمل سابقاً جنسية المملكة المتحدة لبريطانيا العظمى وأيرلندا)، ولد في 8 مارس 1876، وتوفي في 30 أكتوبر 1939. حزبياً، نشط في الحزب الليبرالي. في الانتخابات العامة في المملكة المتحدة 1929 ‏، انتخب عضو برلمان المملكة المتحدة الـ35 عن دائرة Kincardine and Western Aberdeenshire (UK Parliament constituency) ‏ (30 مايو 1929 – 7 أكتوبر 1931).